# Sarah Jeffery
Sarah Marie Jeffery, född 3 april 1996 i Vancouver i British Columbia, är en kanadensisk skådespelerska, sångerska, och dansare. Hon är känd för att spela rollen som Cristina Santos i NBC-serien Shades of Blue, och prinsessan Audrey (dotter till prinsessan Aurora / Törnrosa) i Disney Channel-filmerna Descendants och Descendants 3. Hon har också spelat rollen som Maggie Vera i The CW-serien Charmed (en reboot på TV-serien Förhäxad) från 2018 till 2022.
I december 2019 avslöjade Jeffery via sitt Instagramkonto, att hon led av ett omfattande tvångssyndrom.

## Filmografi (i urval)

### Filmer
- 2015 – Descendants
- 2016 – Be Somebody
- 2018 – Daphne och Velma
- 2019 – Descendants 3
- 2024 – Six Triple Eight

### TV-serier
- 2013–2016 – Rogue (TV-serie)
- 2015 – Wayward Pines (TV-serie)
- 2015–2017 – Descendants – Den onda världen (TV-serie)
- 2016–2018 – Shades of Blue (TV-serie)
- 2018 – Arkiv X (TV-serie)
- 2018–2022 – Charmed (TV-serie)
- 2019 – Robot Chicken (TV-serie)